# Ōtemachi
Ōtemachi (大手町) est un district de l'arrondissement de Chiyoda à Tokyo.

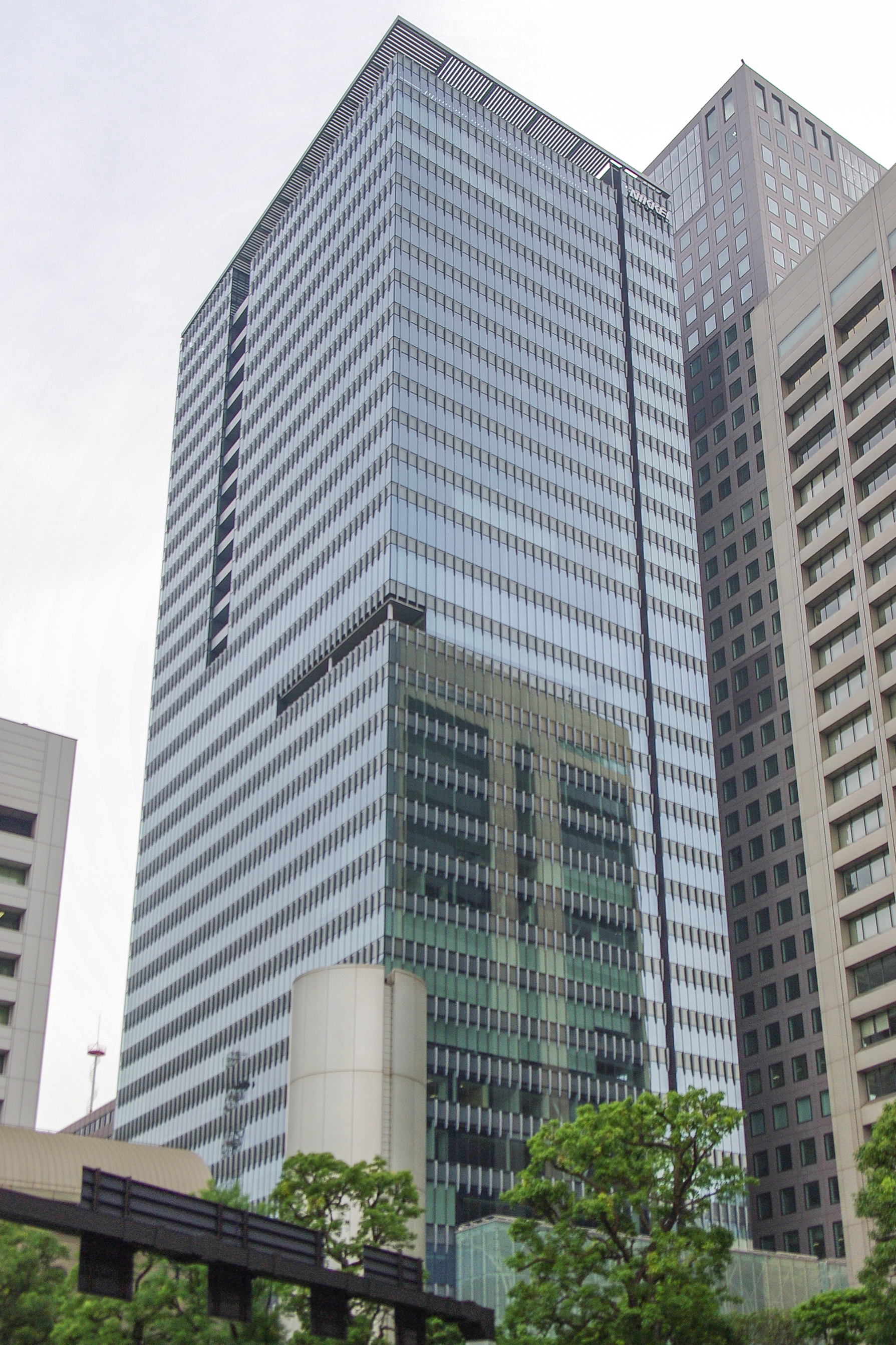
Quartier général du Nihon Keizai Shinbun

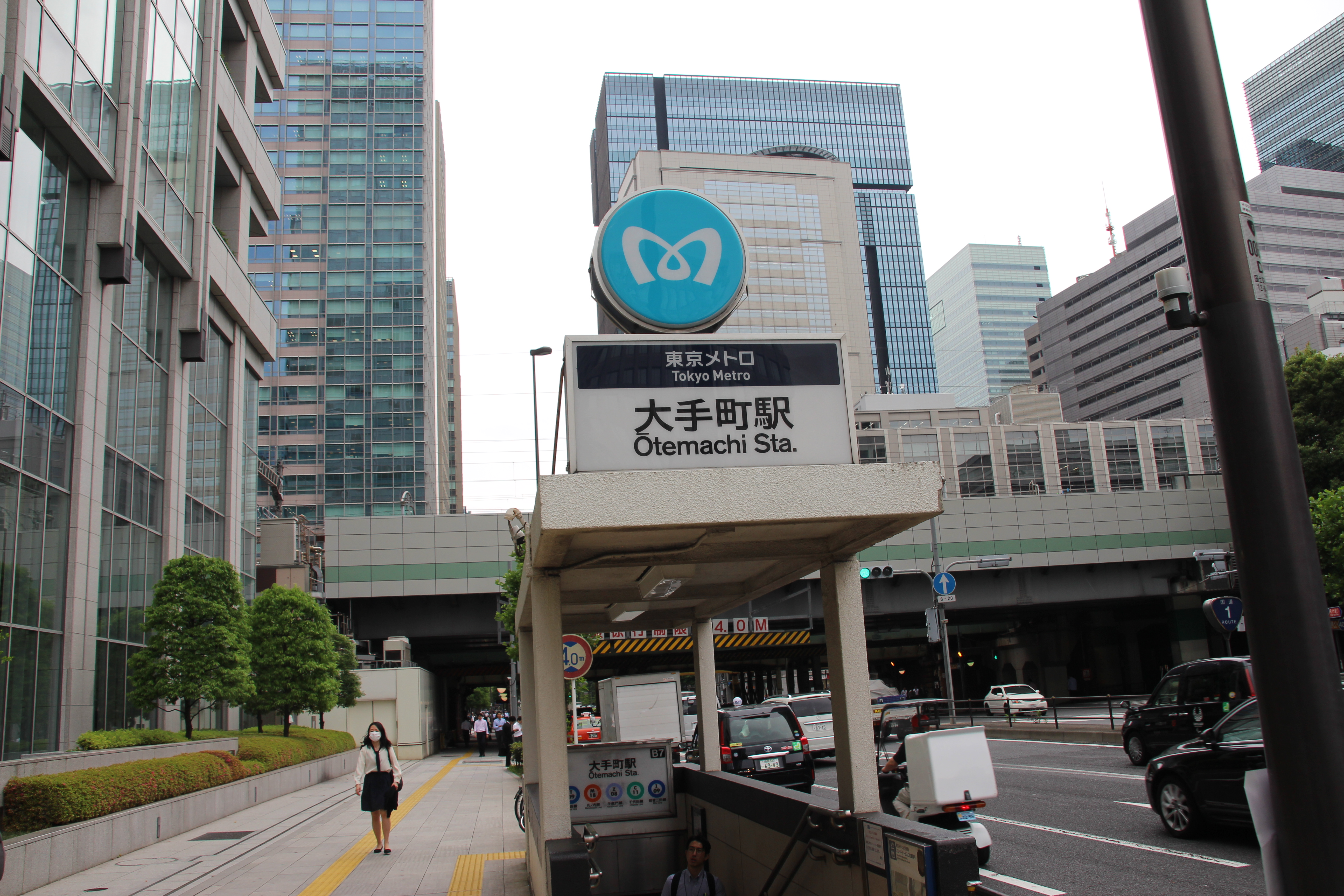
Station Ōtemachi

Il se situe au nord de la gare de Tokyo et de Marunouchi, à l'est du palais impérial, à l'ouest de Nihonbashi et au sud de Kanda
C'est dans ce district que se situait le village de Shibazaki, la plus ancienne partie de Tokyo.

## Histoire

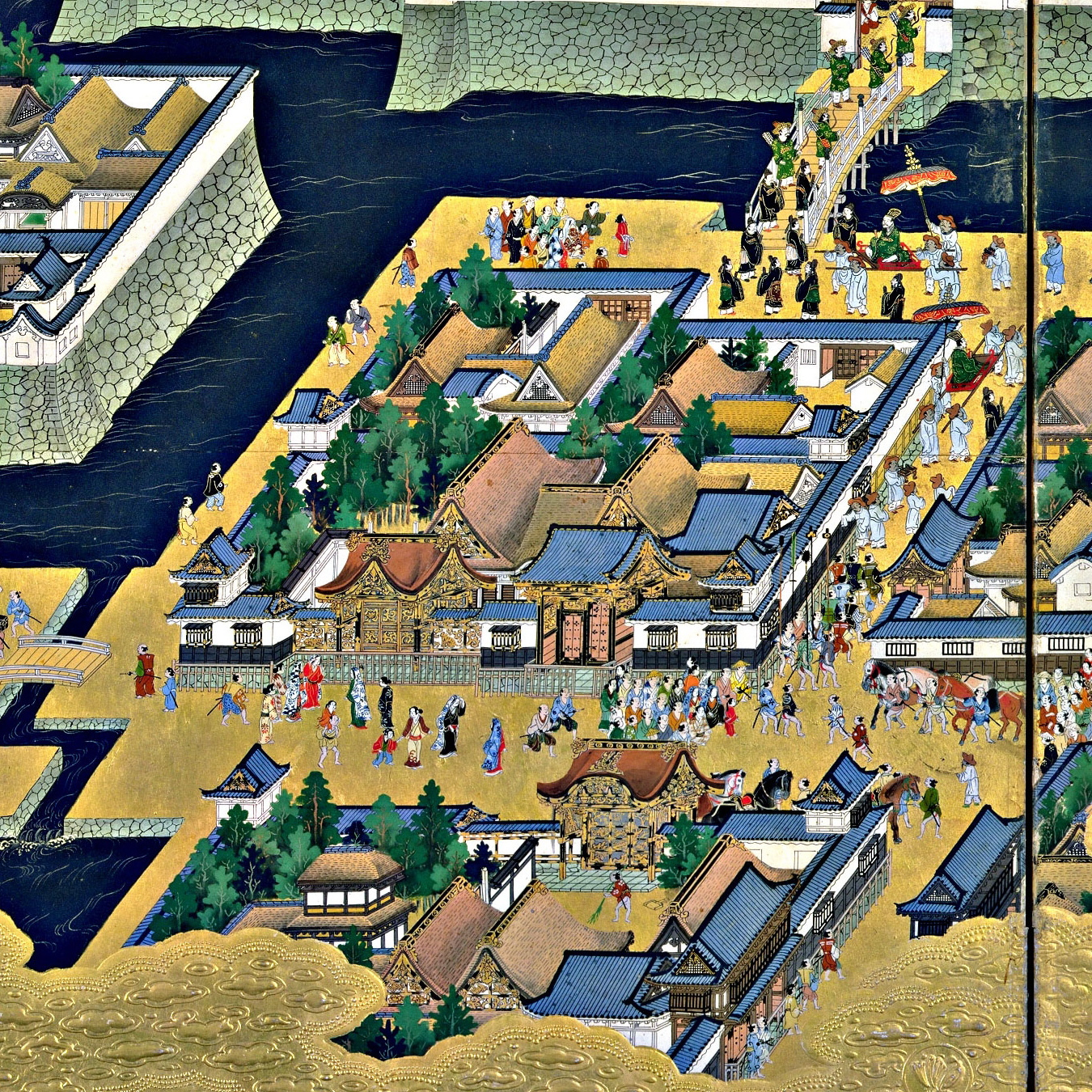
Vue d'une partie Ōtemachi tel qu'elle fut décrite dans lEdo-zu byōbu (XVIIe siècle)

Ōtemachi provient du nom Ōtemon ("Porte de la grande main") du château d'Edo.
Durant l'époque Edo, plusieurs daimyo avaient leurs somptueuses résidences à l'extérieur du château, comme la résidence de Matsudaira Tadamasa.
Le quartier fut complètement détruit par le Grand incendie de Meireki en 1657, mais fut reconstruit sur un modèle plus petit.
Ōtemachi resta cependant aux mains des différentes familles de daimyo jusqu'à la fin du Shogunat Tokugawa et au début de l'Ère Meiji vers 1860.
Ces familles perdirent leurs parcelles au profit du gouvernement qui y construisit plusieurs bâtiments gouvernementaux.
Dans le but de récupérer de l'argent, le gouvernement décida de vendre la zone à des organismes privés. La zone fut alors complètement redéveloppée.
Ōtemachi est connu pour être un pôle journalistique japonais important, hôte des sièges de 3 des "5 grands" journaux, mais aussi un centre financier clé et quartier général d'un grand nombre d'entreprises japonaises.
On y trouve également le musée de la Japan Post (TeiPark). De nos jours, rien ne rappelle le passé résidentiel du quartier, la zone compte maintenant de nombreux gratte-ciels.

## Gouvernement et infrastructure
Le quartier général des pompiers de Tōkyō est basé à  Ōtemachi

## Entreprises basées Ōtemachi
- Asahi Mutual Life Insurance Company.
- Daiwa Securities Group
- Development Bank of Japan
- Japan Post
- Marubeni
- Tokio Marine Holdings
- Mitsubishi Estate Co.[3]
- Mitsui
- Mizuho Financial Group
- National Life Finance Corporation
- Nihon Keizai Shinbun
- Nippon Suisan Kaisha
- Nippon Telegraph and Telephone
- Sankei Shinbun
- Yomiuri Shinbun

Les bureaux japonais de Sullivan & Cromwell, Cushman & Wakefield, et Protiviti sont aussi situés à Ōtemachi.[citation nécessaire]

## Galerie

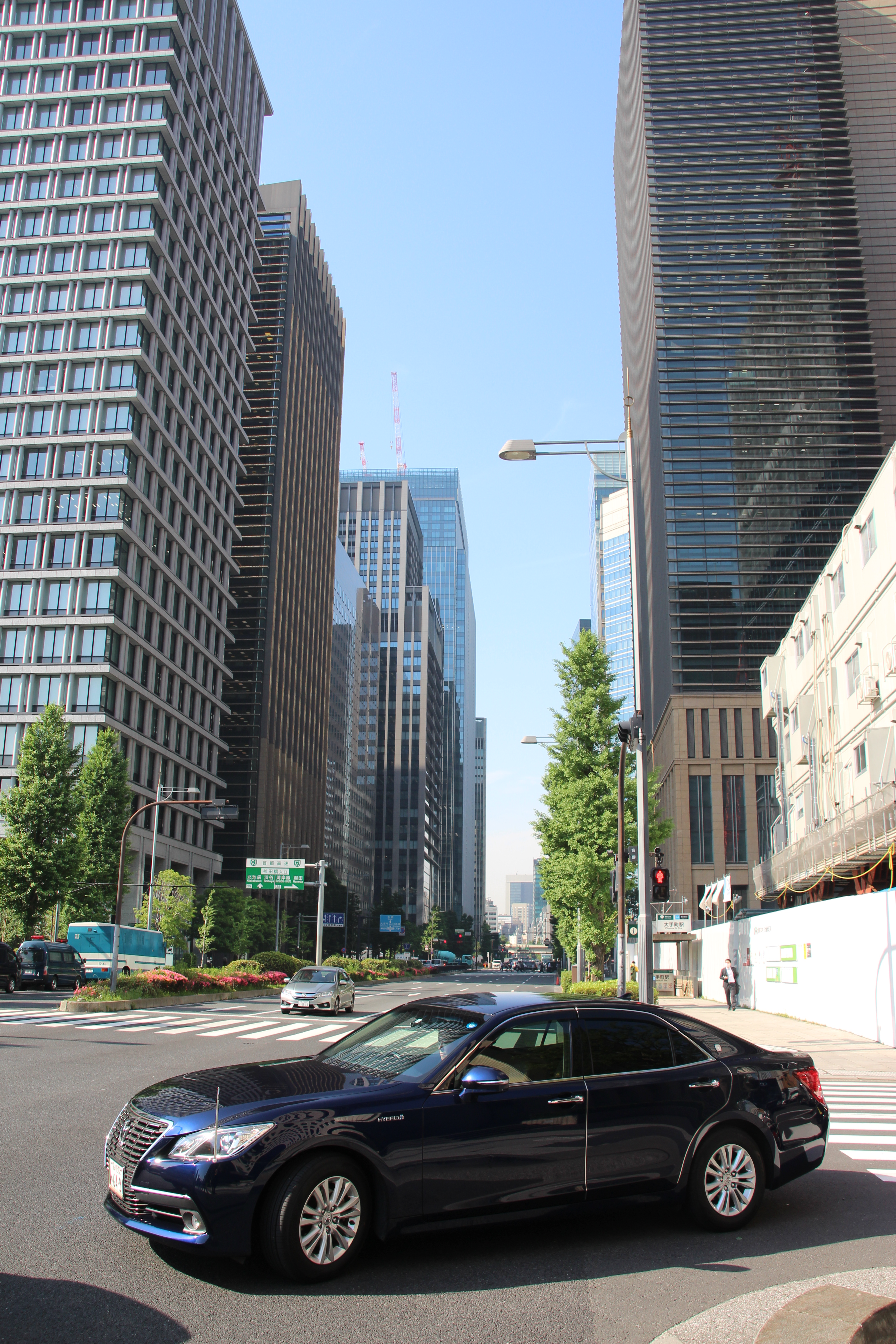
Vue sur une avenue et limousine
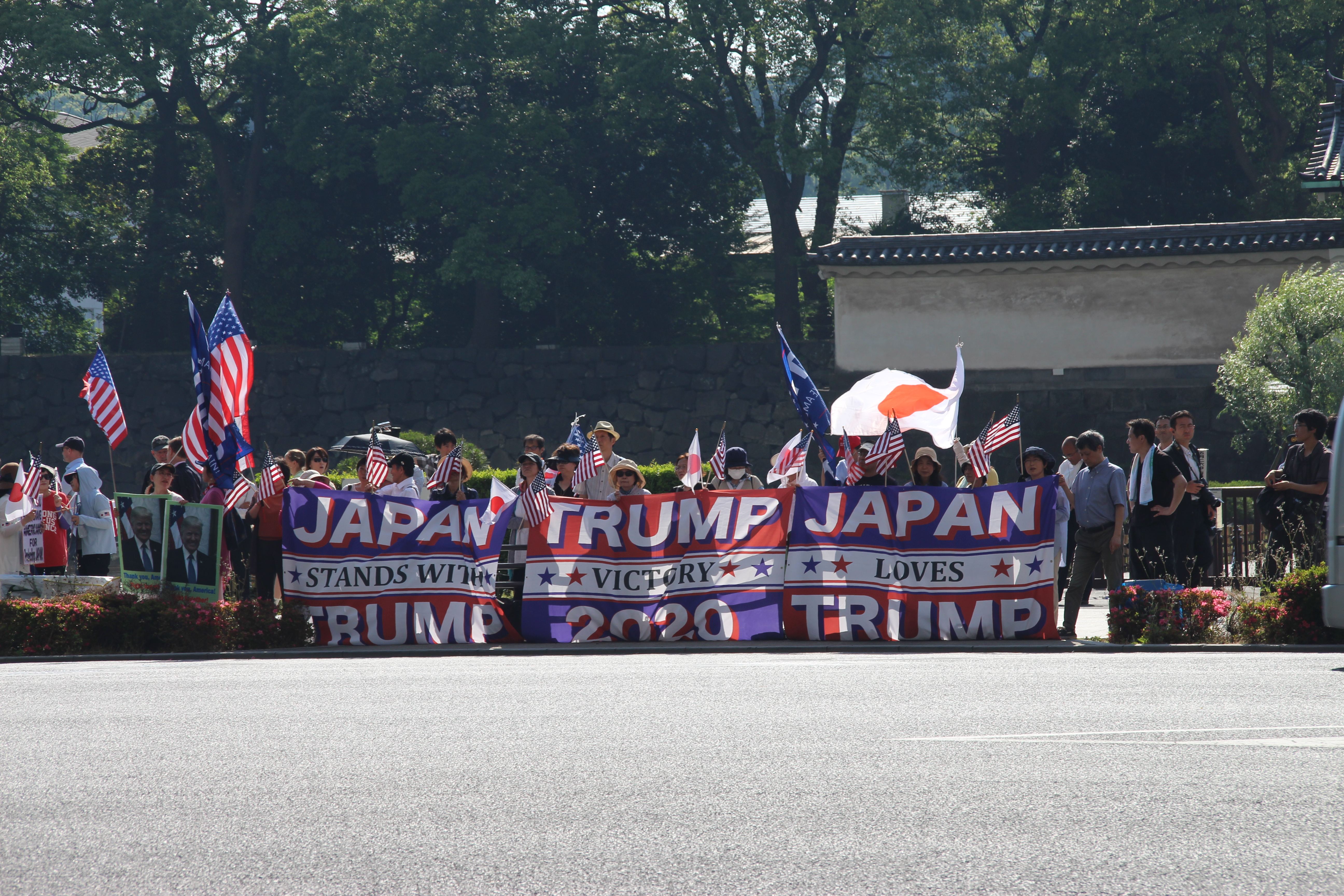
Visite du  président Donald Trump
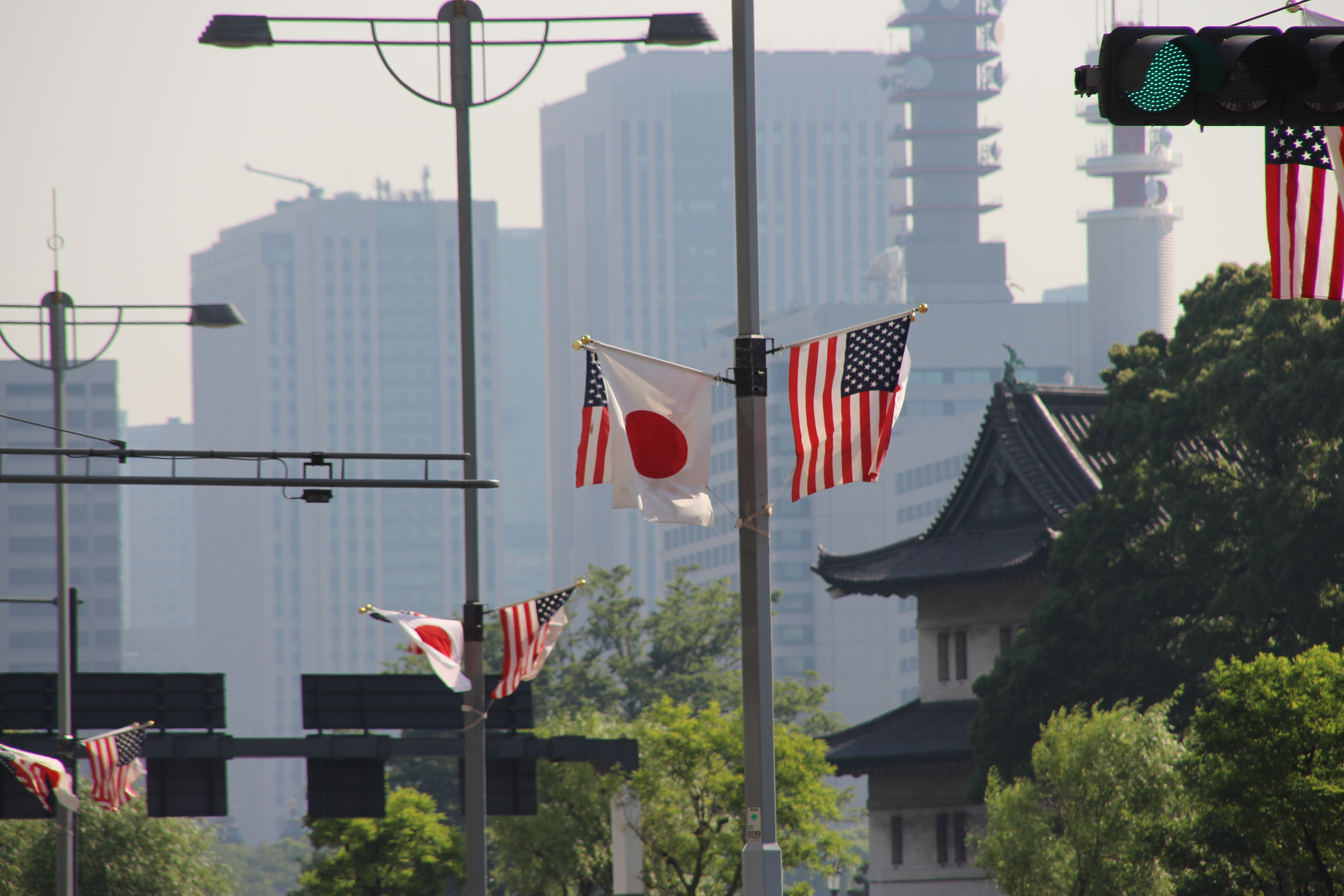
Pavoisement avec le drapeau américain
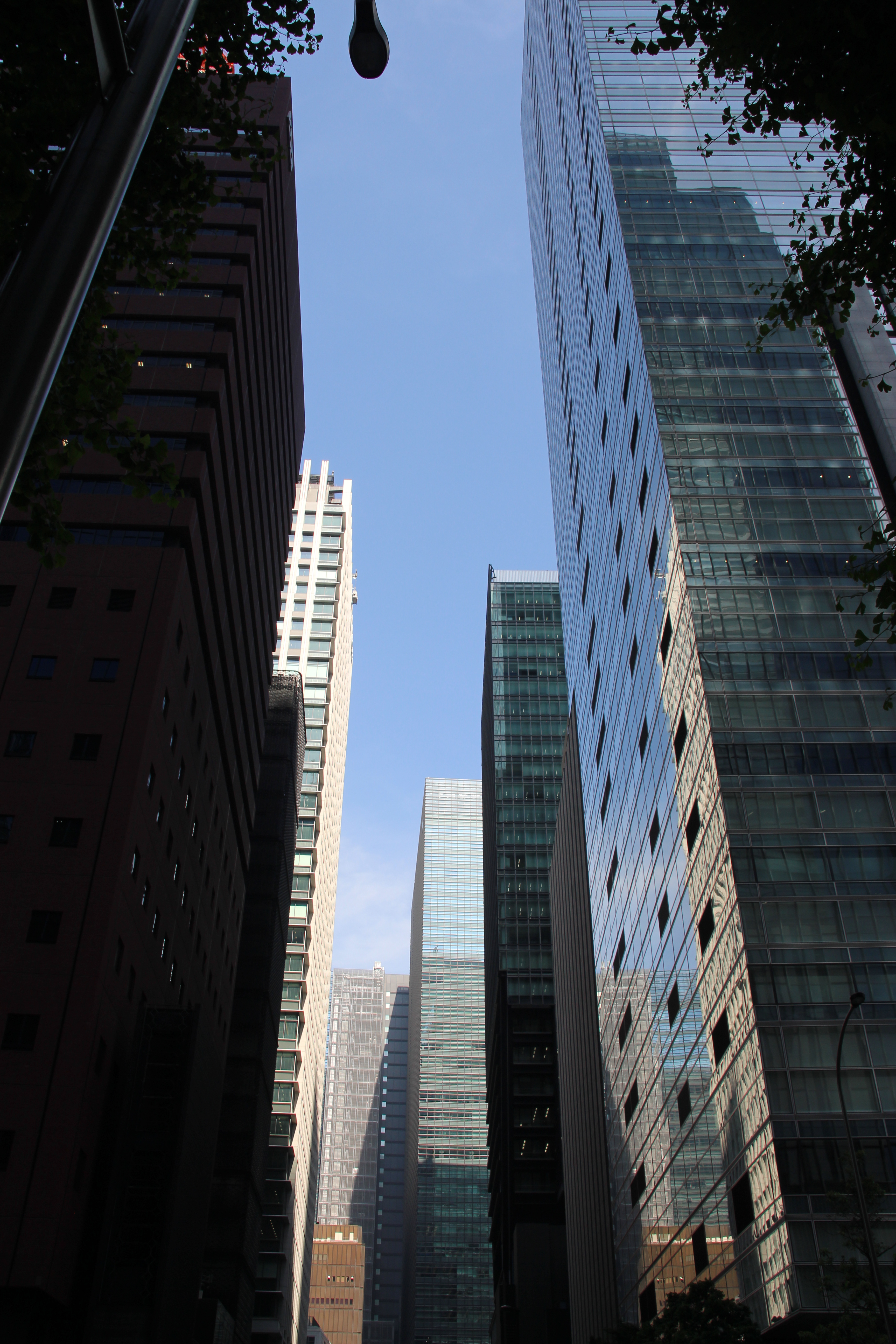
Vue sur des gratte-ciels

## Transports
- Station Ōtemachi (Lignes Marunouchi, Tōzai, Chiyoda, Hanzōmon et Mita )
- Gare de Tokyo, dans le district voisin de Marunouchi (Lignes Shinkansen, lignes Chūō, Keihin-Tōhoku, Keiyō, Marunouchi, Sōbu, Ueno-Tokyo, Yamanote, Yokosuka)